# Caudovirales
Caudovirales (лат., от cauda — хвост) — порядок ДНК-содержащих вирусов-бактериофагов, вирионы которых имеют икосаэдрическую форму головки и спиральный хвост.
Геном представлен одной несегментированной линейной двухцепочечной молекулой ДНК. Линейная молекула иногда может приобретать кольцевую форму; также в двухцепочечной структуре могут встречаться одноцепочечные промежутки. Концы молекулы ковалентно связаны с терминальными белками. Геном может содержать от 18 до 500 тысяч пар нуклеотидов и кодирует как структурные, так и не структурные белки.
Порядок включает в себя большое количество вирусов, многие из которых имеют похожие гены, но их последовательность может существенно варьироваться даже среди одного рода. Об общем происхождении судят по характерной структуре вирусных частиц.
В 2016 году с подачи подкомитета по бактериальным и архейным вирусам Международного комитета по таксономии вирусов (ICTV) были изменены научные названия представителей порядка и других бактериофагов:
- в названиях родов удалили сочетания like и phi[4];
- в названиях видов заменили слово phage на virus в знак признания того, что бактериофаги являются обычными вирусами; уточнили инфицируемые организмы до названия рода, убрали видовые названия прокариотов и дефисы; удалили сочетание phi там, где нет никаких исторических причин для его присутствия[5].

## Классификация
На апрель 2018 года в порядок включают следующие семейства и подсемейства:
- Ackermannviridae
- Autographiviridae
- Chaseviridae
- Demerecviridae
- Drexlerviridae
- Guelinviridae
- Herelleviridae
- Myoviridae
- Podoviridae
- Rountreeviridae
- Salasmaviridae
- Schitoviridae
- Siphoviridae
- Zobellviridae
- Incertae sedis
  - Lilyvirus